# Великое зловоние

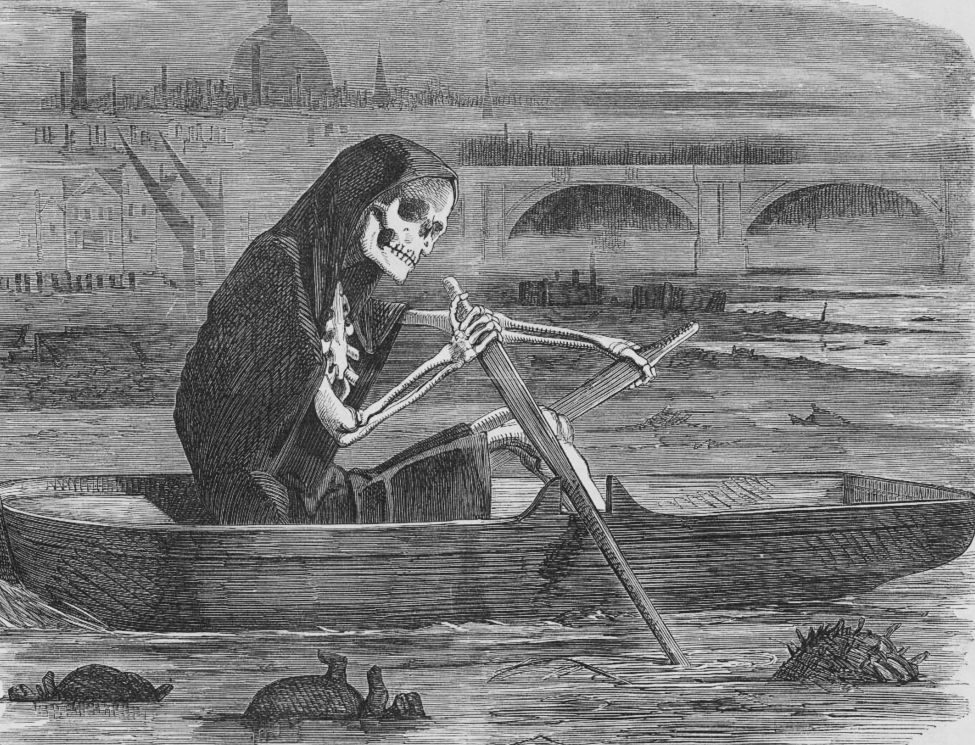
«Тихий разбойник» (1858). Смерть плывёт по Темзе за теми, кто отказывался платить за очистку реки

Великое зловоние (англ. The Great Stink) происходило в Лондоне в июле и августе 1858 года. Жаркая погода привела к разложению фекалий и промышленных отходов, скопившихся на берегах Темзы. Предпосылки к этому складывались на протяжении нескольких предшествующих лет: устаревшая и неадекватная потребностям растущего города канализационная система выводила сточные воды прямо в реку в городской черте. Дурные запахи (миазмы) тогда считались причинами болезней, и три вспышки холеры, предшествовавшие великому зловонию, свидетельствовали о неуклонно ухудшающемся состоянии реки.
Как невыносимый запах, так и боязнь последствий его распространения ускорили поиски выхода из создавшегося положения. Городские власти приняли проект инженера Джозефа Базэлджета по строительству системы канализационных коллекторов, которые отвели бы сточные воды из города на восток. В 1859 году началось строительство Северной и Южной систем отводных коллекторов, законченное в 1875 году. Поскольку уклон местности не позволял вывести сточные воды при помощи гравитации, было построено несколько канализационных насосных станций. Две наиболее красивые (архитектор — Чарльз Драйвер) насосные — Эбби Миллс на северном берегу и Кросснесс на южном — ныне являются памятниками культурного наследия Англии. Для устройства труб по берегу реки Базэлджетт спроектировал и построил набережные Виктории, Челси и Альберта.
Базэлджетт, вероятно, спас больше жизней, чем любой другой государственный деятель викторианской эпохи: его система разделила сточные и питьевые воды, положила конец вспышкам холеры и несёт службу исправно также в XXI веке, обслуживая более 8 миллионов человек.

## Водоснабжение и санитария до Великого зловония

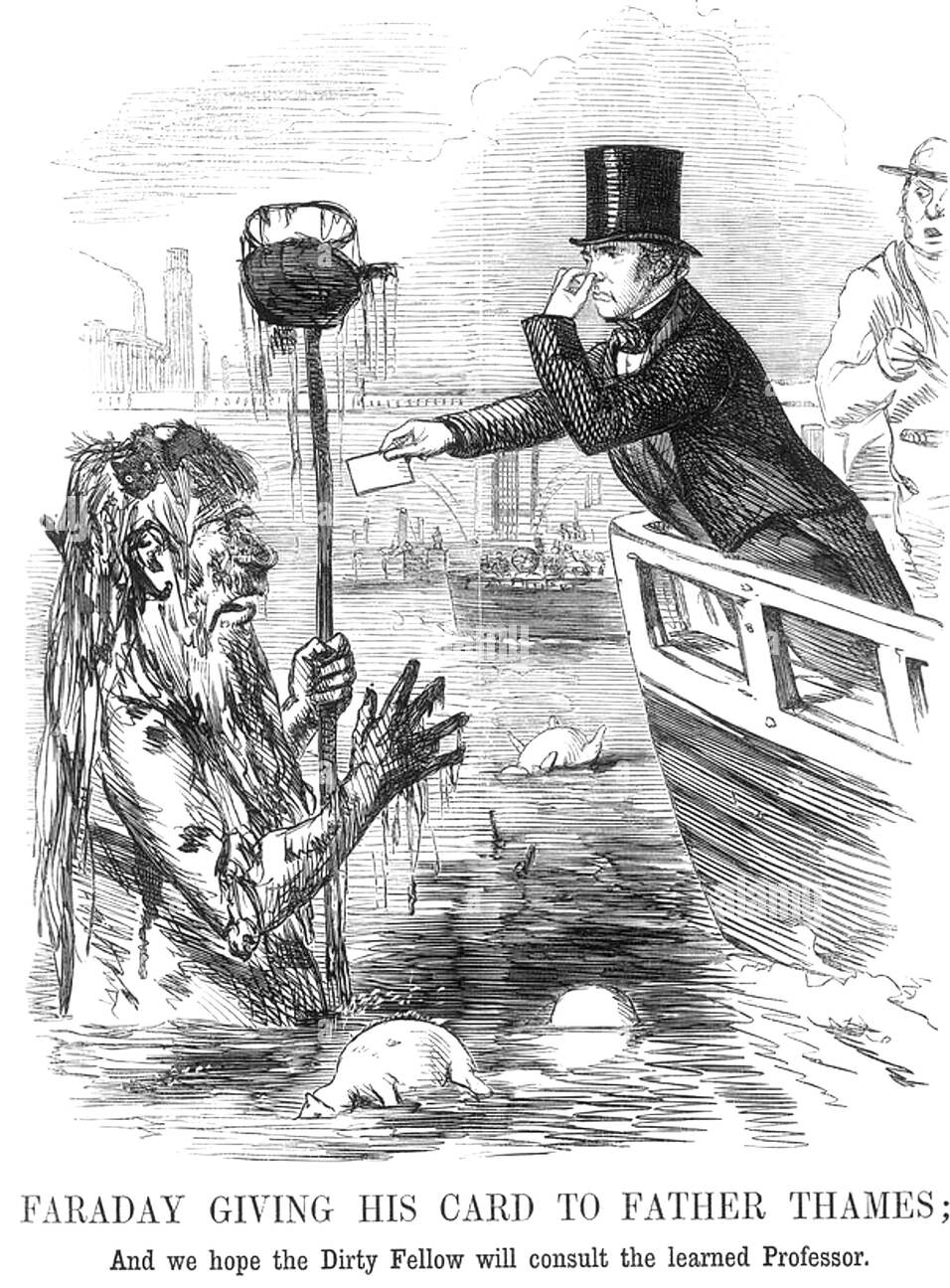
«Майкл Фарадей отдаёт свою визитку „Отцу Темзе“»: карикатура при письме Фарадея о состоянии реки, опубликованном в «Таймс» в июле 1855 года

До конца XVI века жители Лондона брали воду из колодцев, реки Темзы и её притоков, а также из больших цистерн; например, из родника в Тайберне по свинцовой трубе вода отводилась в резервуар Грейт-Кондуит Чипсайда. За пользование водой надо было платить, надсмотрщики контролировали, чтобы торговцы и пекари бесплатно не пользовались  водой в коммерческих целях.
Богатые лондонцы, жившие вблизи трубопроводов, которые наполняли цистерны, могли получить разрешение на платное подключение своих домов к водоснабжению, однако нередки были самовольные подключения. Те, кто не мог заплатить за подключение, получали воду от водовозов. В 1496 году последние создали собственную гильдию под названием «Братство водовозов им. святого Христофора».
В 1582 году голландец Питер Морис арендовал северный пролёт Лондонского моста и установил там водяное колесо для насоса, качавшего воду в несколько районов Лондона. В 1584 и 1701 годах были добавлены ещё 2 колеса, действовавшие до 1822 года.
Кирпичные канализационные коллекторы строились в Лондоне с XVII века, когда были закрыты участки рек Флит и Уолбрук. За столетие до Великого зловония было построено более сотни коллекторов; всего в Лондоне насчитывалось около двухсот тысяч выгребных ям и 360 сточных труб. Метан и другие горючие газы из выгребных ям служили причиной пожаров и взрывов, сточные трубы протекали и нуждались в ремонте. В начале XIX века водопроводная система была модернизирована, часть деревянных водопроводов заменена железными. Распространение смываемых ватерклозетов и рост населения с 1 млн до 3 млн человек сильно увеличили объём стоков. Система не выдерживала даже бытовых сбросов, но к ним добавились промышленные сточные воды, помои со скотобоен и отходы из прочих источников. Часть из них шла верхом, часть по трубам, но одинаково в Темзу.
В июле 1855 года Майкл Фарадей написал письмо в газету «Таймс». Для того, чтобы определить мутность воды, он погружал в Темзу листки белой бумаги, отчего письмо сопровождалось карикатурой с подписью: «Майкл Фарадей отдаёт свою визитку „Отцу Темзе“». Выводы его были неутешительными: «У мостов в и так мутной воде видны облака ещё более плотной мути… Чрезвычайно скверный запах присущ воде повсеместно, и это запах, полностью тождественный запаху уличных сточных канав; по сути река теперь — большой канализационный коллектор». В 1857 году в реку сбрасывали обычную и хлорную известь и карболку, чтобы ослабить запах.
Тогда причиной заразных болезней считалось вдыхание миазмов — дурного воздуха, исходящего от разлагающихся трупов, фекалий, гниющей растительной ткани и уже заражённого человека. Во всей Европе остро стояла проблема распространения холеры, которая, как считалось, тоже вызывалась миазмами. Холеры сильно боялись из-за высокой заразности и смертности. Первая крупная эпидемия холеры произошла в Лондоне в 1831 году, когда было 6536 жертв. В 1848—1849 годах вторая вспышка собрала уже 14 137 человек, третья, в 1853—1854 годах, — 10 738 смертей. В ходе второй эпидемии лондонский практикующий врач Джон Сноу заметил, что смертность выше в районах, снабжаемых водой компаниями Ламбета, Саутварка и Воксхолла. В 1849 году он опубликовал статью «Об одном из способов распространения холеры» (англ. On the Mode of Communication of Cholera), в которой заявил водный путь заражения, но статья осталась незамеченной. В ходе третьей эпидемии, в 1854 году, Сноу опубликовал дополнение, основанное на изучении случаев болезни на Брод-стрит в районе Сохо. Сноу просто снял рукоятку с одного из общественных насосов и смертность резко упала. Позднее выяснилось, что в колодец, из которого качали эту воду, попадали стоки из неисправной канализации.

## Действия местных властей
В XIX веке управление лондонской канализацией реформировалось несколько раз. В 1848 году с подачи Эдвина Чедвика и Королевской комиссии была образована Столичная канализационная комиссия. Ей были предоставлены полномочия семи из восьми отдельных органов власти, которые занимались лондонской канализацией со времён Генриха VIII, что положило начало единому управлению вопросами городской санитарии. Акт о строительстве 1844 года обязывал подсоединять к сточной системе (а не выгребной яме) все вновь строящиеся здания. Комиссия начала процесс соединения старых выгребных ям с канализацией. Страх Чедвика и его преемника врача Джона Саймона перед миазмами вызвал рекомендацию часто промывать коллекторы и ямы, что лишь увеличило объём сточных вод.

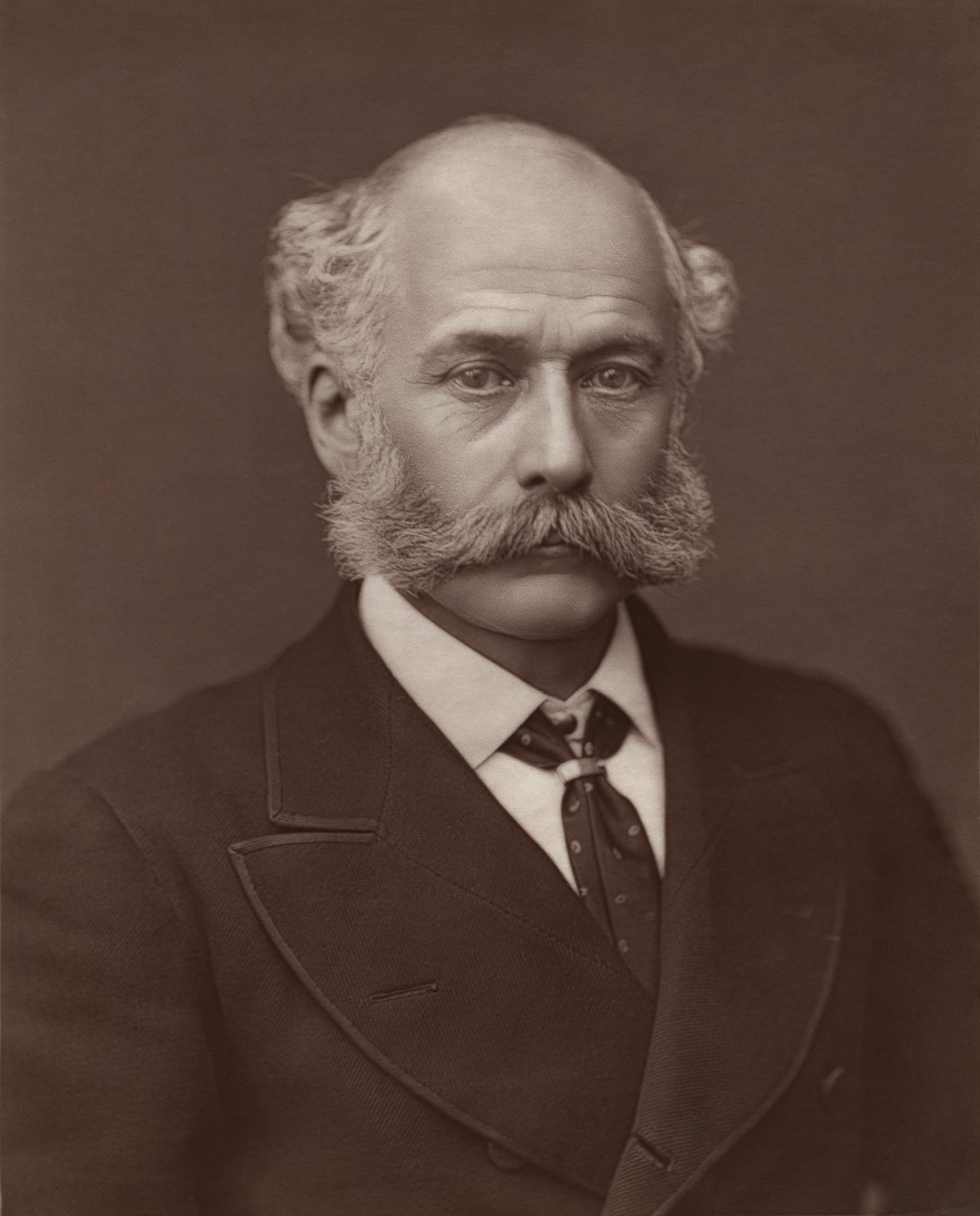
Джозеф Базэлджет (1870-е годы)

В августе 1849 года Канализационная комиссия назначила вспомогательным инспектором Джозефа Базэлджета. Прежде он работал инженером-консультантом в индустрии железных дорог и от чрезмерного труда подорвал здоровье. Теперь он возвращался к активной деятельности. Под руководством главного инженера Фрэнка Фостера Базэлджет начал составлять рациональный план городской канализации. От напряжения сил Фостер умер в 1852 году, после чего Базэлджет занял его место, продолжая и на нём совершенствовать свои планы. Акт об управлении столицей (1855 года) заменил Канализационную комиссию Министерством общественных работ.
К июню 1856 года Базэлджет завершил разработку подробностей. В его системе местные коллекторы диаметром 3 фута (0,9 м) соединялись с более крупными, те — с ещё более крупными, и так далее, пока дело не доходило до основных труб 11 футов (3,4 м) высотой. С каждой стороны реки было спроектировано по одному главному коллектору — Северный и Южный. Весь Лондон разделили на районы высокого, среднего и низкого уровня, из каждого выходил свой коллектор. Для перекачки сточных вод на восток было предусмотрено несколько насосных станций. Базэлджет взял за основу планы Фостера, но рассчитал систему на рост населения с 3 до 4,5 млн человек. Планы были представлены сэру Бенджамину Холлу — государственному министру общественных работ. Холл указал на то, что канализационные коллекторы по-прежнему открываются в реку в черте города, и счёл это неприемлемым. Базэлджет доработал проект по указаниям Холла, который в декабре 1856 года передал его троим инженерам-консультантам: капитану инженерных войск Дугласу Стрэтту Гальтону, Джеймсу Симпсону, специализировавшемуся на гидравлике и работавшему с двумя водопроводными компаниями, и Томасу Блэквуду, главному инженеру канала Кеннет-Эйвон. В июле 1857 года они предложили передвинуть главный излив ещё на 15 миль (24 км) открытыми каналами. Стоимость проекта возросла до 5,4 млн £, в то время как проект Базэлджета оценивался в 2,4 млн £.. В феврале 1858 года общие выборы привели к отставке правительства вигов под руководством Пальмерстона и приходу к власти консерваторов во главе с лордом Дерби. Холла заменил лорд Джон Меннерс, спикером Палаты общин и Канцлером казначейства стал Дизраэли.

## Лето 1858 года

Карикатуры
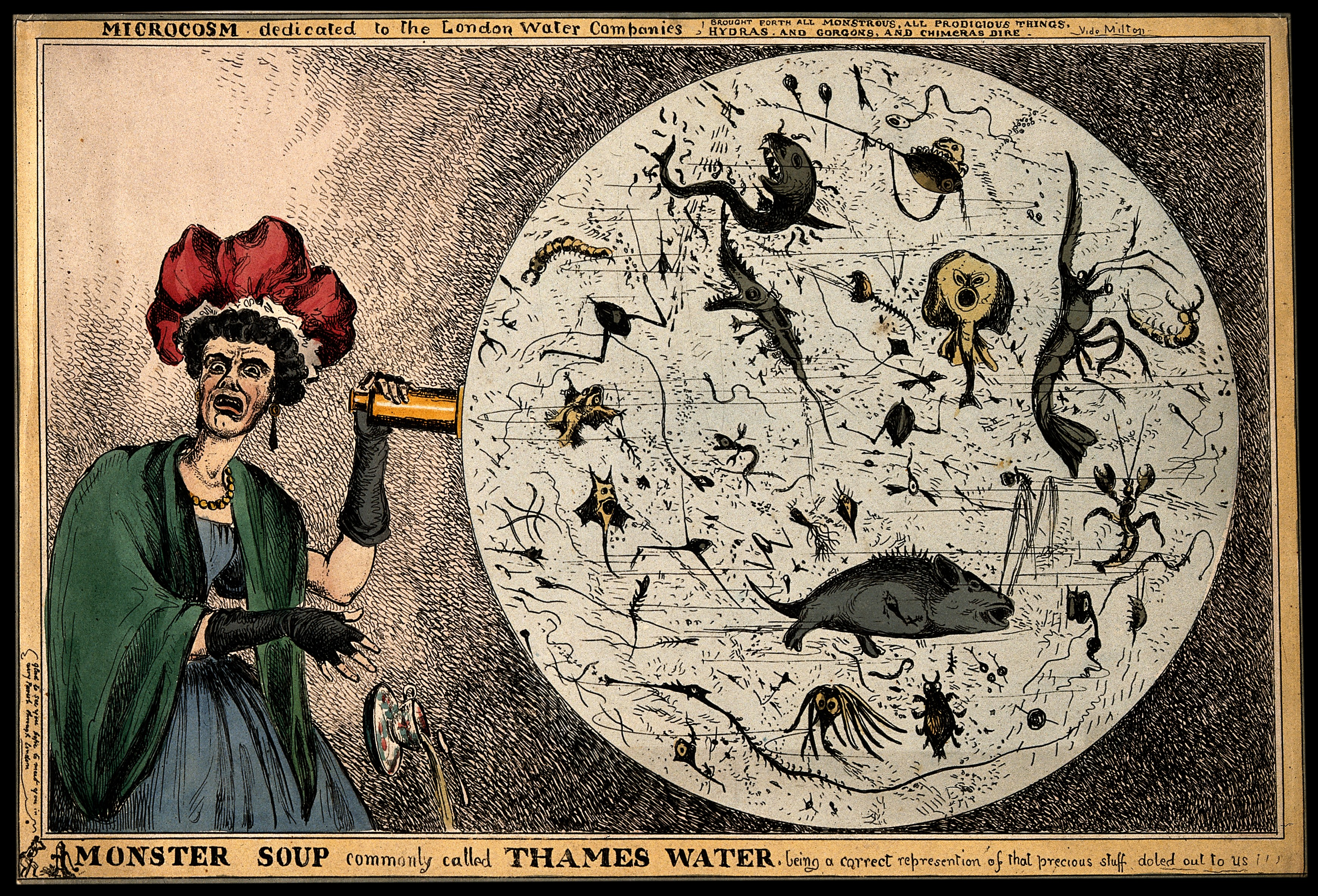
Чудовищный бульон, в обиходе называемый водой из Темзы (1828, Уильям Хит
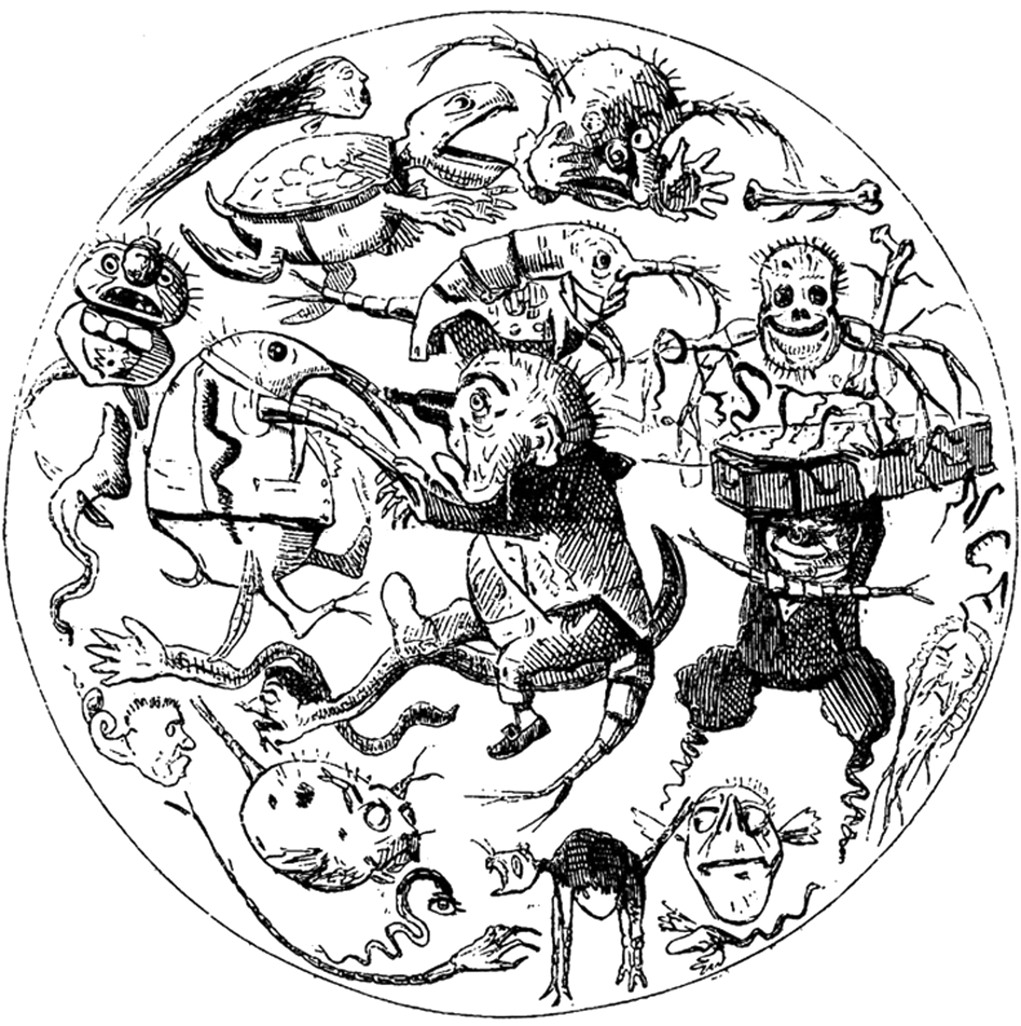
Что в капле воды из Темзы увидел «Панч» (1850)
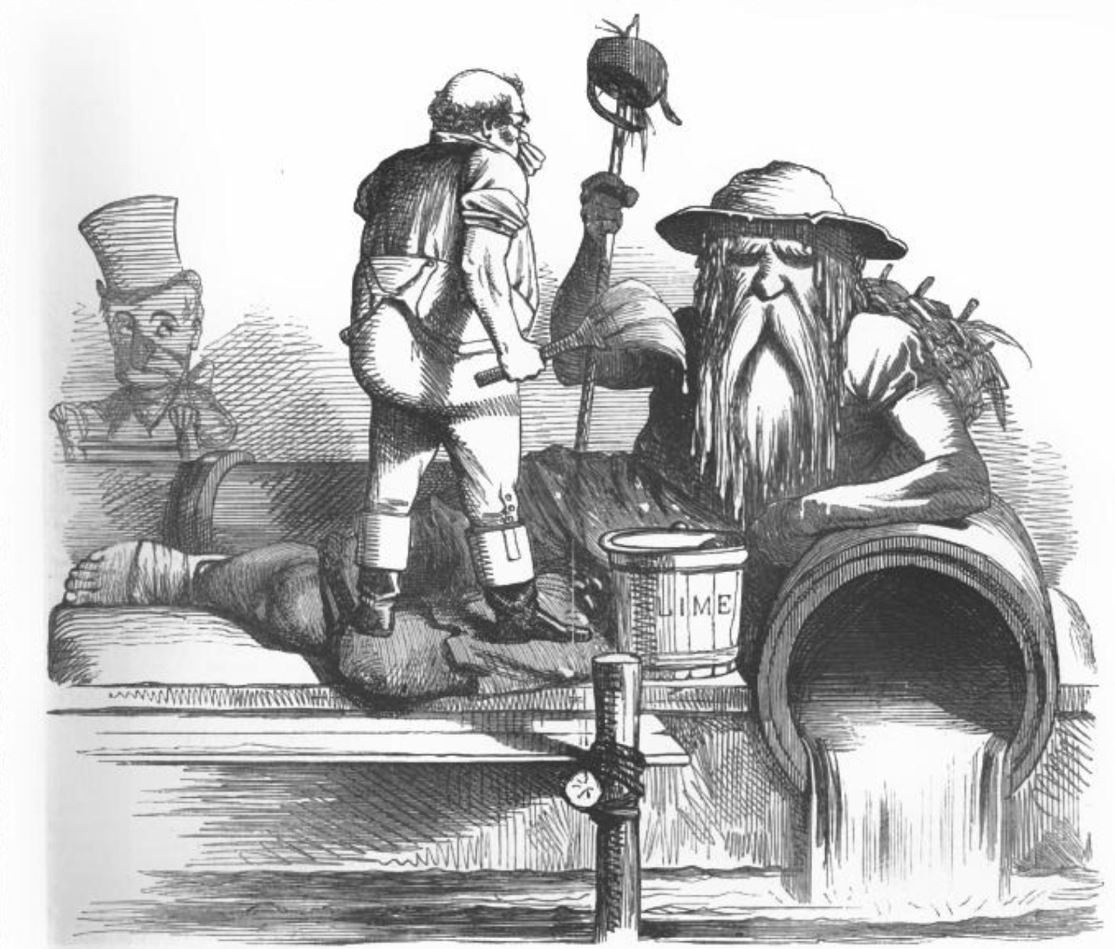
Побелим старого грязнулю Темзу: хлорной известью пытаются скрыть чудовищный запах. «Панч», июль 1858
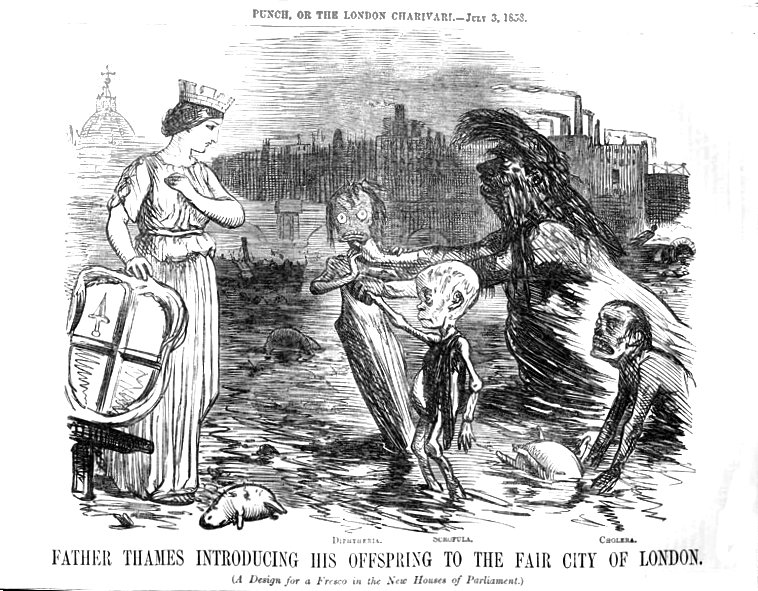
Папаша Темза представляет городу Лондону своих отпрысков: дифтерию, золотуху и холеру. «Панч», июль 1858

К лету 1858 года на Темзе уже много лет копились нечистоты. Диккенс в «Крошке Доррит», публиковавшейся главами в течение 1855—1857 годов, прямо пишет о «канализационном коллекторе вместо прекрасной чистой реки». В письме другу он также упоминает о сильнейших нездоровых тошнотворных запахах. Социолог и журналист Джордж Годвин пишет о шестифутовой (в человеческий рост) толщины залежах по берегам и о том, что фекалиями пропитана вся почва. В июне 1858 года температура в тени достигла 34—36°С (до 48°С на солнце). В сочетании с засухой это привело к падению уровня воды в Темзе, заваленные нечистотами берега обнажились. Королева Виктория и принц Альберт, собравшиеся на прогулку по Темзе, не выдержали и нескольких минут. В газетах сложившуюся ситуацию скоро окрестили «Великим зловонием»; газета Сити «City Press» писала на первой полосе: «Время деликатных слов миновало, здесь воняет, и воняет так, что единожды ощутивший эту вонь не забудет её никогда, если ему посчастливится выжить, чтобы об этом помнить». Читатель в письме в «Стандарт» полностью с этим согласился. Корреспондент «Стандарта» называл реку «вместилищем мерзостей, рассадником чумы и тифа», другой писал, что «количество извергаемых ядовитых газов возрастает прямо пропорционально доле канализационных стоков в водах реки». «The Illustrated London News» писала в передовице:
Мы можем основать колонии в самых далёких уголках мира, покорить Индию, заплатить проценты по самым большим в истории человечества долгам; наше имя, наша слава, наше богатство гремят по всей Земле. Но очистить Темзу нам не по силам.
В июне 1858 года запах стал так силён, что Парламент не мог работать в Вестминстерском дворце. В помещениях, выходящих на реку, шторы вымачивали в растворе хлорной извести, но эти меры не возымели действия. Речь шла ни много ни мало о переезде органов государственного управления в Оксфорд или Сент-Олбанс. «The Examiner» писал, что спикер Дизраэли не мог провести на заседании одного из комитетов больше нескольких минут, и все члены его выскочили из комнаты во главе с предводителем парламентского большинства, который одной рукой удерживал толстую пачку документов, а другой прижимал к лицу носовой платок. Вопрос о невозможности заниматься законотворчеством был поставлен на заседании Палаты Общин. «Hansard» описывает, как член парламента Джон Брэди докладывал лорду Мэннерсу, что ни в комнаты для собраний, ни в библиотеку нельзя войти из-за запаха, и просил принять какие-нибудь меры, на что Министр общественных работ отвечал, что Темза ему не подчиняется. Четыре дня спустя другой член парламента говорил Мэннерсу уже более красноречиво: «По какой-то чудовищной безалаберности благороднейшая из рек обращена в выгребную яму. Я вопрошаю Правительство Её Величества, собирается ли оно предпринять шаги к исправлению этого?» Мэннерс отвечал, что «Правительство Её Величества с Темзой ничего поделать не может». «Панч» ехидно писал, что «Обе палаты Парламента поглощены всецело делом о Заговоре с целью Отравления. Улики против старого злодея Папаши Темзы многочисленны и неопровержимы».
Сотни тонн извести разбрасывались у устьев канализационных коллекторов и рассыпались по берегу при отливе, что обходилось по полторы тысячи фунтов в неделю. 15 июня Дизраэли внёс законопроект о поправках в Акт об управлении столицей 1855 года и в дебатах назвал Темзу «Стиксом, источающим невыразимые и неприемлемые ужасы». Билль возложил ответственность за очистку Темзы на Столичный совет общественных работ и требовал вынести устья сточных коллекторов как можно дальше от города; также Совет получил трёхмиллионный заём, который должен был быть возвращён при помощи трёхпенсового налога на все лондонские домохозяйства в течение грядущих сорока лет. Эти условия фактически описывали план Базэлджета до поправок и возражений лорда Холла. Передовица «Таймс» отмечала, что «стимулом к законотворчеству послужил чрезвычайно сильный и острый запах». Билль обсуждался в конце июля и был принят 2 августа 1858 года.

## Новая канализационная система

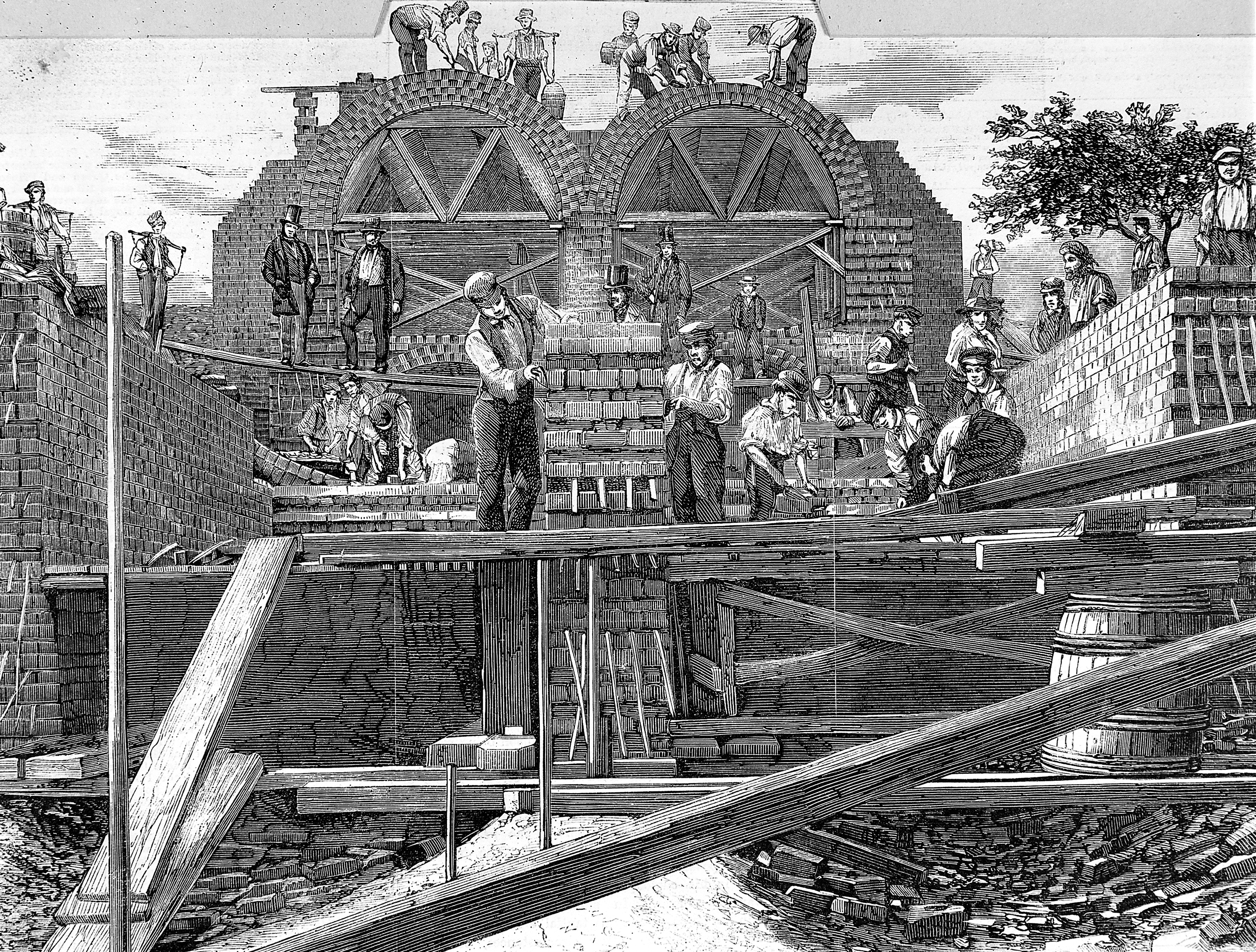
Строительство коллекторов близ Олдфорда (Восточный Лондон), 1859 год

Планы Базэлджетта на 1100 миль (1800 км) уличных сточных труб, совмещающих санитарную и ливневую канализацию, которые впадали бы в 82 мили (132 км) главных коллекторов, выставлялись на тендеры в течение 1859—1865 годов. Над рабочими чертежами первого этапа строительства в плане, профиле и разрезе работало 400 человек. Основной трудностью стал рельеф Лондона: Ламбет, Пимлико и некоторые другие районы лежат ниже уровня воды в прилив. Для этих районов Базэлджетт планировал построить насосные станции, которые будут перекачивать сточные воды в коллекторы среднего и верхнего уровня, по которым они пойдут самотёком под уклон 2 фута на милю (0,38 тысячной).
Базэлджетт был сторонником внедрения портландцемента, более прочного, чем обычный тогда кладочный раствор, но требующего точного соблюдения температуры обжига — иначе он сильно теряет в прочности. Для проверки качества поставляемого цемента он организовал «искусную и драконовски суровую» систему контроля. Результаты испытаний отправлялись поставщикам, которые усовершенствовали технологию производства для повышения качества продукции. Столичный совет по общественным работам был первым органом власти, который установил подобный контроль. Пресса внимательно следила за ходом работ и освещала их доброжелательно, многих рабочих представляли в героическом свете. В 1861 году «The Observer» назвал лондонскую канализацию «самым дорогостоящим и вместе с тем чудесным проектом нынешних дней». Смета росла, в июле 1863 года был предоставлен дополнительный кредит в 1,2 млн £.

### Южная система
Южная система должна была обслуживать меньшее население, и её строительство далось легче. Три главных коллектора пролегли от Путни, Уондсворта и Норвуда, соединяясь в Детфорде. В Детфорде первая насосная станция поднимала сточные воды на 21 фут (6,4 м) в отводной закрытый канал к Кросснесской насосной станции на Эритских болотах, которая перекачивала их непосредственно в Темзу в часы прилива. Кросснесская станция спроектирована Базэлджетом и инженером-консультантом Чарльзом Драйвером, который был сторонником применения чугуна в строительстве. Здание выстроено в неороманском стиле, и использованное в интерьере чугунное литьё является памятником культурного наследия Англии 1 класса. Насосы приводились в действие четырьмя крупными коромысловыми паровыми машинами: «Виктория», «Принц-Консорт», «Альберт-Эдуард» и «Александра», построенными фирмой «Джеймс Уатт и Ко».
В апреле 1865 года станцию открывал принц Уэльский Альберт-Эдуард, будущий король Эдуард VII. Он собственноручно открыл пар в машинах. Церемонию, официально завершившую строительство южного куста канализационной системы, посетили члены королевской семьи, члены Парламента, Лорд-мэр Лондона, архиепископы Йоркский и Кентерберийский. Банкет на 500 человек прошёл непосредственно в здании насосной.

Карта канализации Лондона. Коллекторы Базэлджета показаны чёрными жирными линиями

Успешное завершение строительства южной системы Миллер, член Парламента и Столичного комитета общественных работ, предложил отметить выплатой Базэлджету премии в размере 6 тыс. фунтов (три годичных оклада), а троим его помощникам — суммарно в размере 4 тыс. фунтов. Это предложение не прошло, потому что было раскритиковано, но само начало разговора о таких крупных суммах во времена, когда основной чертой общественных трат была их скупость, говорит о важности проекта.

### Северная система
На северном берегу Темзы проживало около двух третей населения Лондона. Дополнительные трудности создавали узкие улицы, каналы, мосты и железные дороги. Работы начались 31 января 1859 года, но их задерживали различные причины, в том числе забастовка 1859—1860 годов, необычные морозы и сильные дожди. В июне 1862 года сильный дождь размыл перемычку толщиной 81⁄2 футов (2,6 м) между траншеей коллектора реки Флит и параллельной траншеей железной дороги Метрополитен. Речка Флит залила улицу Виктории, были повреждены крупные водопроводные и газовые линии.
Верхний коллектор северной системы проходит от Хемпстед-хит до Сток-Ньюингтона через парк Виктории, соединяясь с восточным окончанием среднего коллектора. Средний коллектор начинается с запада у Бэсуотера и проходит вдоль Оксфорд-стрит через Кларкенуэлл и Бетнал-грин. От точки их слияния самотёчный коллектор продолжается до насосной станции Эбби-милс в Стратфорде, где соединяется с нижним самотёчным коллектором. В Эбби-милс сточные воды поднимаются на 36 футов (11 м) в главный северный самотёчный закрытый канал длиной 5 миль (8 км), который проходит вдоль современного Гринуэя до Бектона.
Как и в Кросснессе, насосную станцию Эбби-милс проектировали совместно Базэлджет и Драйвер. Над серединой машинного помещения они воздвигли купол, отчего станцию сравнивали с византийским храмом. Историк архитектуры Николаус Певзнер пишет, что здание есть памятник «восхитительной архитектуры, применённой к самой омерзительной задаче»; «нетривиально смешение мотивов итальянской готики с византийскими окнами, а центральный восьмигранный фонарь придаёт ему отчётливо русский привкус».

### Набережные
Для коллекторов нижнего уровня в феврале 1864 года началось строительство набережных вдоль Темзы: на северной стороне — набережной Виктории от Вестминстера до моста Блэкфрайерс, и набережной Челси от Милбэнка до пристани Кадогана в Челси. По южной стороне от ламбетского конца Вестминстерского моста до Воксхолла прошла набережная Альберта. Конструкция их принципиально проста: в реке строилась стенка, за ней — канализационный коллектор, вбиравший речные устья прежних коллекторов, и всё вокруг набивалось грунтом. Таким образом от речного русла было отвоёвано примерно 52 акра (0,21 км2), а набережная Виктории помогла избавить от заторов перегруженные старые улицы, соединяющие Вестминстер и Сити. Стоимость набережных составила 1,71 млн £, в том числе 0,45 млн £ — на выкуп частной собственности по берегам реки, главным образом, предприятий лёгкой промышленности. Набережные также были признаны делом государственной важности, и набережную Виктории, например, в июле 1870 года открывал принц Уэльский (сама королева Виктория была нездорова). Набережную Альберта достроили в ноябре 1869, набережную Челси — к июлю 1874 года.

### Завершение
Базэлджет считал набережные «одним из самых трудных и сложных проектов для Столичной комиссии по общественным работам». Вскоре после завершения набережной Челси королева Виктория посвятила его в рыцари. В 1875 году западные части канализационной системы были достроены, и система полностью вступила в строй.
В строительстве канализационной системы было использовано 318 миллионов кирпичей и ⅔ млн куб. м раствора. Окончательные затраты ― 6,5 млн фунтов.

## Последствия

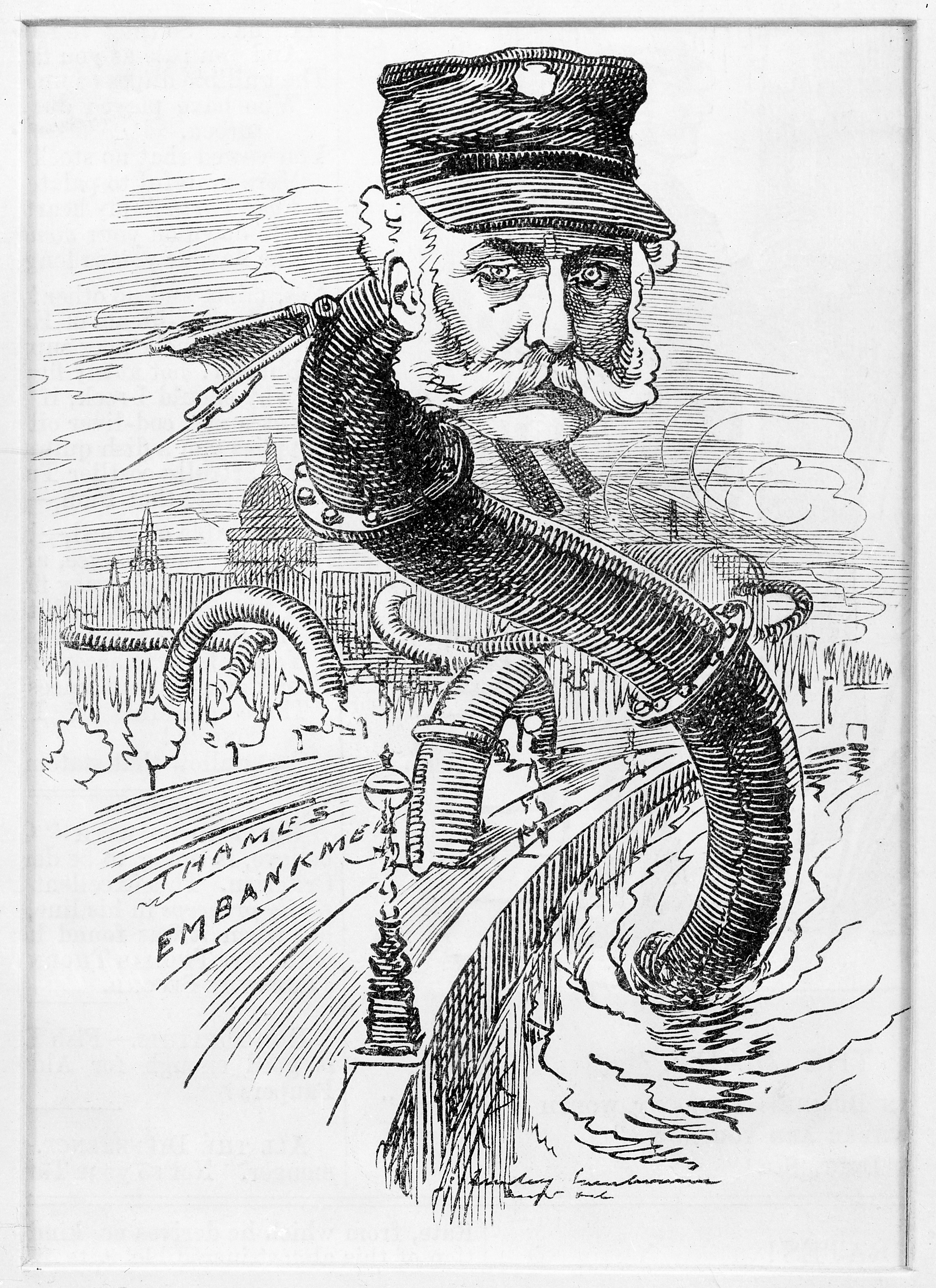
Базэлджет — «канализационный дракон». «Панч», 1883

В 1866 году случилась вспышка холеры, унесшая жизни 5596 человек. 93% смертельных случаев произошло в единственном районе Восточного Лондона между Олдгейтом и Боу, который не был ещё присоединён к Базэлджетовой системе. Причиной стал сброс канализации всего полумилей ниже по течению от водохранилища «Водопроводной компании Восточного Лондона»: приливные течения забрасывали сточные воды в питьевой водозабор. Эта эпидемия окончательно подтвердила водный путь распространения холеры и опровергла миазменную теорию; неопровержимые доказательства опубликовал в журнале «Ланцет» доктор Уильям Фарр. После этого в столице Великобритании эпидемий холеры не было.
В 1878 году на Темзе затонул прогулочный пароход «Принцесса Алиса». Крушение произошло неподалёку от главных канализационных водосбросов, и пресса подняла вопрос о том, сколько смертей из общего числа (более 650) на счету сточных вод. В 1880-е годы обеспокоенность возможным вредом здоровью от сброса необработанных канализационных стоков вызвала к жизни проект по первичной очистке в Кросснессе и Бектоне и заказу серии из шести специальных наливных барж для вывоза концентрированных стоков дальше в Северное море. Первое судно было заказано в 1887 году и названо в честь Базэлджета. Такой метод применялся до декабря 1998 года, когда были введены в строй установки для сжигания осадков. В конце XIX и начале XX веков канализационная система расширялась. По состоянию на 2015 год ею пользуются 8,5 млн человек, и, как утверждает компания-оператор «Thames Water», она справляется с потребностями XXI века.
Кросснесская насосная станция действовала до середины 1950-х годов, и после вывода из эксплуатации сохранилась. Ломать и утилизировать четыре гигантские паровые машины было экономически нецелесообразно, и они, хотя разграбленные, в общем уцелели. Станция в июне 1970 года была признана памятником архитектурного наследия Англии 1 класса, то есть «объектом, представляющим исключительный интерес». По состоянию на 2015 год здание насосной и сами машины находятся на реставрации в ведении «Фонда Кросснесских паровых машин», президентом которого является телевизионный продюсер Питер Базэлджет, праправнук прославленного инженера.
В 2015 году Эбби-милс частично сохраняет функции канализационной насосной станции. Высокие сдвоенные дымовые трубы её снесены во Вторую мировую войну, поскольку могли служить ориентиром для немецких бомбардировщиков. Само здание с ноября 1974 года — памятник 2* класса, то есть «важное здание, представляющее особый интерес».
Историк Джон Доксат полагает, что Базэлджет, создавший полноценную канализационную систему для столицы и таким образом фактически ликвидировавший холеру, спас больше жизней, чем любое должностное лицо викторианской эпохи. Он трудился в Столичной комиссии по общественным работам до 1889 года, участвовал в замене трёх мостов: Патни (1886), Хаммерсмите (1887) и Баттерси (1890). В 1884 году он стал президентом британского Института гражданских инженеров. В марте 1891 года Базэлджет умер, и в некрологе «The Illustrated London News» писали, что «главнейшими его заслугами является то, что он украсил Лондон и очистил его». Сэр Джон Куд, в то время директор Института гражданских инженеров, говорил, что работы Базэлджета «являются памятниками его профессионализму». Некролог в «Таймс» гласил, что «и через тысячу лет... останутся величественная прочность и безупречная красота гранитных блоков в стене набережных Темзы... Гигантские канализационные коллекторы под нашими ногами прибавили нам по 20 лет жизни». Питер Акройд в книге об истории Лондона ниже уровня мостовой ставит Базэлджета наравне с Джоном Нэшем и Кристофером Реном.
Через десять лет после смерти, в 1901 году, на набережной Виктории Базэлджету был поставлен памятник с надписью лат. Flumini Vincula Posuit (Усмирил реку).